# Patuljasta eliptična galaktika
Patuljasta eliptična galaktika (galaktike dE) je eliptična galaktika. Oznake je dE (dwarf ellipticals). Znatno je manja od ostalih eliptičnih galaktika. Uobičajene su u galaktičkim skupinama i skupovima. Obično prate druge galaktike.

## Primjeri
Među najbližim patuljastim eliptičnim galaktikama je M32, satelite galaktike Andromede. Godine 1944. Walter Baade potvrdio je postojanje patuljastih eliptičnih galaktika NGC 147 i NGC 185 kao članova Mjesne skupine rješivši ih u individualne zvijezde. Rješavanje zvijezda u NGC 147 i NGC 185 bilo je jedino moguće jer ove galaktike su bile galaktike u bliskom susjedstvu. 1950-ih su također otkrivene galaktike dE u obližnjim skupovima Peći i Djevice.